# La vergine di Salem
La vergine di Salem (Maid of Salem) è un film statunitense del 1937 diretto da Frank Lloyd.